# Нојхитен (Хохвалд)
Нојхитен (њем. Neuhütten) општина је у њемачкој савезној држави Рајна-Палатинат. Једно је од 103 општинска средишта округа Трир-Сарбург. Према процјени из 2010. у општини је живјело 799 становника. Посједује регионалну шифру (AGS) 7235093.

## Географски и демографски подаци
Нојхитен се налази у савезној држави Рајна-Палатинат у округу Трир-Сарбург. Општина се налази на надморској висини од 580 метара. Површина општине износи 10,5 km². У самом мјесту је, према процјени из 2010. године, живјело 799 становника. Просјечна густина становништва износи 76 становника/km².